# Озёрное (Аулиекольский район)
Озёрное (каз. Озёрный) — село в Аулиекольском районе Костанайской области Казахстана. Входит в состав Аманкарагайского сельского округа. Находится примерно в 17 км к северу от районного центра, села Аулиеколь. Код КАТО — 393631400.

## Население
В 1999 году население села составляло 134 человека (61 мужчина и 73 женщины). По данным переписи 2009 года в селе проживало 128 человек (59 мужчин и 69 женщин).